# Roman Hassmann
Roman Hassmann (* 8. června 1964 Praha 2) je český podnikatel a mezinárodní řečník. Inicioval překlady knih řady světových autorů z oblasti osobního a podnikatelského růstu do českého jazyka (Robert Kiyosaki, John C. Maxwell, Stephen Covey a další).

## Život
Pochází z chudé rodiny, jeho otec byl alkoholik a matka vyrůstala v dětském domově. V 80. letech reprezentoval Československo ve společenském tanci. Mezi jeho největší sportovní úspěchy patří trojnásobné umístění na 3. místě na Mistrovství světa.
V roce 1990 odjel do USA, kde pracoval jako pokrývač a následně jako učitel tance v Oklahomě a New Yorku. V USA byl seznámen s podnikáním Amway a dostal se na seminář obchodníka a řečníka Dextera Yagera. Poté, co se po čtyřech letech vrátil do Česka, zapojil se do české sítě společnosti.
Roman Hassmann má sedm dcer. Dvě dcery z prvního manželství žijí v USA, se současnou manželkou Gitou vychovávají pět dcer.

## Podnikání
Po návratu do České republiky v roce 1994 začal s první podnikatelskou aktivitou, dovozem tanečního oblečení a obuvi. Následně začal budovat síť v rámci podnikání Amway. Je na úrovni dvojitý diamant, roce 2009 byl na úrovni zakladatelský diamant. Jeho část sítě měla v roce 2005 roční obrat 120 milionů Kč, osobně roce 2009 vydělal v podnikání s Amway 6,5 milionu Kč před zdaněním.
Byl majitelem nebo podílníkem v několika dalších společnostech, které působí v rozdílných oborech: reality, personalistika, výpočetní technika nebo výroba a prodej nahrávek (Audiobox).